# Cuauhtémoc (Tamaulipas)
VILLA CUAUHTÉMOC. es una localidad perteneciente al municipio de Altamira en el estado mexicano de Tamaulipas.  El 13 de diciembre del 2006 fue ascendido a categoría de Villa. (Por Decreto n.º LIX-805)
En la actualidad Según el censo del año 2020 la localidad cuenta con un total de 5,756 habitantes, lo que la posiciona como la tercera localidad más poblada del municipio altamirence. Aunque su población se duplica por trabajadores migrantes en temporada de cosecha. 
En un principio Los pobladores eran originarios de S.L.P. y Veracruz; estos eran trabajadores de la hacienda la Palma, otros de la American International Fuel Petroleum Company y del Sr.Columbus T. Barringer.
El Sr. Columbus T. Barringer fue el primer extranjero de una caravana proveniente de los EEUU, que nació en tierras Tamaulipecas por lo que se le bautismo con el nombre de Columbus, ((en honor a Christopher Columbus))  Cristóbal Colón;  con la intención de habitar esta región la cual ya era agrícola, ganadera y Petrolera., Ya de adulto en 1905 adquirió estas tierras con el fin de fundar La Nueva Ciudad Columbus y demarcó al poblado 250has. Para fundo legal.  Los terrenos dejaron de ser parte de la hacienda la Palma y de American Internacional fuel and Petroleum Company,  para 1906 el poblado ya era llamado "COLUMBUS" y registrado en el ayuntamiento de Altamira el 31 de Dic. Del mismo año.  Posterior al estallido de la revolución Mex. los extranjeros Fueron expulsados, esperandolos en el muelle de la Cd. De Tampico un Barco llamado Orinoco con dirección a EEUU y solo quedaron sus hijos, los Nacidos en el Territorio Mexicano.
El 8 de febrero de 1924 por decreto de Estatal se le reconoció como congregación Columbus al Poblado en general; También El 17 de julio de 1924 se resolvió dotar de tierras a 193 Jefes de Familias con Terrenos y así dar curso a la Formación del primer ejido en el municipio de Altamira que se llamaría  "EJIDO CUAUHTÉMOC ANTES COLUMBUS", para el 7 de agosto de 1924 se dio posesión provisional a la superficie dotada a la congregación con 1574Has. Esto era independiente de la zona urbana que comprendían 35has. Habitadas.
El 30 de septiembre de 1924 se decretó en el diario oficial del estado el primer ejido del Municipio de Altamira como "CUAUHTÉMOC".
En la Actualidad VILLA CUAUHTÉMOC está conformada tanto por tierras Particulares como Ejidales y es ejemplo a nivel local, estatal, nacional e internacional en los diferentes producciones agrícolas.       "Patricio Peña R."

## Localización
Villa Cuauhtémoc se localiza dentro del municipio de Altamira en el estado de Tamaulipas, está a una altitud promedio de 16 m s. n. m.;
Sus coordenadas son, 22°32′38″N 98°09′02″O / 22.54389, -98.15056.

### Distancias
- Altamira, 30 km
- Miramar, 42 km
- Tampico, 55 km
- Aldama, 63 km
- González, 43 km
- Ciudad Victoria, 195 km